# Base de datos en línea
Una base de datos en línea es una base de datos accesible desde la red, incluyendo al internet.
Se diferencia de una base de datos local, llevada a cabo en una computadora individual o en su almacenamiento, como un CD.
- Para el sistema o software diseñado para la actualidad, existen varios productos de la base de datos diseñados específicamente como bases de datos alojadas como software como servicio. Estas difieren de las bases de datos tradicionales típicas tales como Oracle, Microsoft SQL Server, Sybase, etc. Algunas de las diferencias son:
- Estas bases de datos son principalmente entregadas a través de un navegador web.
- A menudo son compradas por una suscripción mensual.
- Se incrustan características de colaboración comunes, tales como compartir, notificaciones por correo electrónico, etc.

Para obtener información sobre el contenido de los tipos específicos de base de datos, véase:
- Bases de datos bibliográficas.
- Gestión de las relaciones con los clientes.

Para obtener información sobre las bases de datos en línea genéricas que pueden ser utilizadas por cualquier aplicación de software, consúltese la base de datos en la nube.